# Initiative nationale pour le développement humain

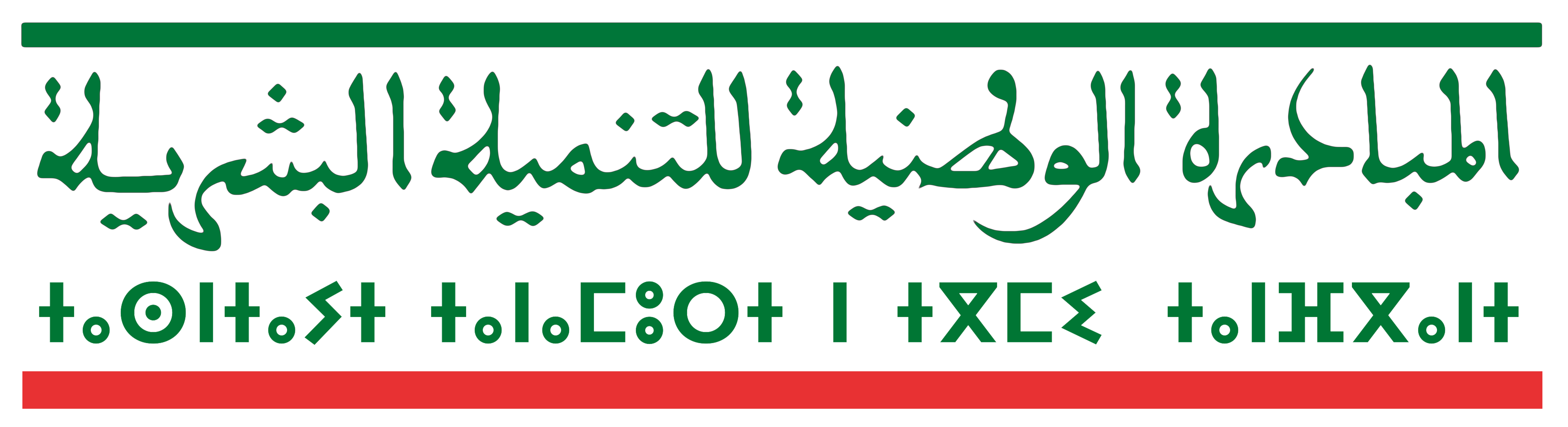
Initiative Nationale pour le Développement Humain- المبادرة الوطنية للتنمية البشرية

L'Initiative nationale pour le développement humain (INDH) est un projet marocain d'envergure nationale. Lancée en 2005 par Sa Majesté Le Roi Mohammed VI, Que Dieu L’Assiste, l’Initiative Nationale pour le Développement Humain œuvre à renforcer l'inclusion des catégories précaires et vulnérables, réduire les inégalités socio-économiques, résorber les déficits infrastructurels et accompagner les dynamiques locales, en plaçant l’humain au centre de l'action publique. Elle complète et appuie l'action des Départements ministériels et des acteurs territoriaux, pour une mise en œuvre plus efficace des politiques de développement humain.               

## Evolution de l'INDH à travers 3 phases
Le projet a été lancé par le Roi Mohammed VI le 18 mai 2005,. Au niveau local, le projet se base sur des comités de composition tripartite associant les élus, les représentants des services déconcentrés de l'État et les représentants du secteur associatif. Au niveau central, il est géré par un comité stratégique et un comité de pilotage présidés tous les deux par le Premier ministre.
Son exécution est confiée à une coordination nationale domiciliée au Ministère de l'Intérieur et dirigée par un Gouverneur (Aziz Dadas du 22 juin 2005 au 22 janvier 2009, Nadira el-Guermai du 23 janvier 2009 à septembre 2018 ). Pour sa troisième phase, lancée le 19 septembre 2018, la direction de l'Initiative a été confiée au Wali M. Mohamed Dardouri. 

## Programmes de la phase III  (2019-2023)
La phase III se fixe deux objectifs :  
- Préserver la dignité et améliorer les conditions de vie en ligne avec la dynamique impulsée depuis 2005
- Bâtir l’avenir en s’attaquant directement aux principaux freins au développement humain tout au long des étapes de la vie

Cette phase s'articule autour de quatre programmes : 
- Programme 1 : Rattrapage des déficits en infrastructures et services sociaux de base
- Programme 2 : Accompagnement des personnes en situation de précarité
- Programme 3 : Amélioration du revenu et inclusion économique des jeunes
- Programme 4 : Impulsion du capital humain des générations montantes

## Ciblage
Durant les Phase I et II, l'action de l'INDH se limitait à quelques communes (Liste ci-dessous). Pour sa troisième phase, les actions sont élargies à l'ensemble des communes du Royaume :
Villes de + 500 M hab
- Grand Casablanca
- Rabat
- Fès
- Marrakech
- Meknès
- Tanger

Villes de + 200 M hab
- Oujda
- Kénitra
- Agadir
- Tétouan
- Safi
- Inezgane
- Larache

Villes chefs-lieux de région
- Laâyoune
- Béni Mellal
- Settat
- Guelmim
- Oued Eddahab
- Al Hoceima

Villes de + 100 M hab
- Khouribga
- El Jadida
- Taza
- Nador
- Khémisset

Chefs lieux
- Tan Tan
- Es Semara
- Boujdour
- Assa-Zag
- Tata
- Aousserd
- Dakhla
- Ksar El Kébir
- Ait Melloul
- Temara
- Salé

## Programmes des phases I et II
L’INDH vise la réduction de la pauvreté, la précarité et l’exclusion sociale, à travers des actions de : 
- soutien aux activités génératrices de revenus ;
- développement des capacités ;
- amélioration des conditions d'accès aux services et infrastructures de base (éducation, santé, culte, route, eau et assainissement, protection de l’environnement etc.) ;
- soutien aux personnes en grande vulnérabilité.

L'INDH permet d'instaurer une dynamique en faveur du développement humain, cohérente avec les objectifs du millénaire, ayant pour valeurs :
- le respect de la dignité de l’Homme ;
- la protection et la promotion des droits de la femme et de l’enfant ;
- l'ancrage de la confiance des citoyens en l’avenir ;
- l’implication et l’intégration de tous les citoyens dans le circuit économique.

L’INDH s’appuie sur une démarche déconcentrée qui respecte les principes suivants :
- participation ;
- planification stratégique ;
- partenariat et convergence des actions ;
- bonne gouvernance.

Chaque programme doit respecter une procédure précise d'identification et de sélection des projets pour sa mise en œuvre pour la période 2006-2010. 
Une enveloppe de 10 milliards de dirhams est allouée pour la période 2006-2010 répartie comme suit : 
- Programmes concernant l'ensemble des préfectures et provinces
  - Programme transversal : 2 500 MDh
  - Programme de lutte contre la précarité : 2 500 MDh
- Programmes ciblés territorialement
  - Programme de lutte contre l'exclusion sociale en milieu urbain ciblant 250 quartiers urbains : 2 500 MDh
  - Programme de lutte contre la pauvreté en milieu rural ciblant 360 communes rurales : 2 500 MDh

## Cadrage Budgétaire
Pour le programme transversal, une enveloppe fixe de 10 millions de Dh est attribuée à chaque préfecture, préfecture d’arrondissement et province, le reliquat à programmer est indexé à la population provinciale totale vivant en dessous du seuil de la pauvreté.
Pour le programme précarité une enveloppe fixe de 20 millions de Dh est attribuée à chaque Wilaya de Région, le reliquat à programmer est indexé sur la population urbaine au niveau régional
Pour le programme urbain, il est prévu 8 millions de dirhams par quartier cible sur la durée du programme, avec la possibilité pour le comité provincial de l’ajuster en fonction des besoins.
Le cadrage budgétaire du programme rural est de 5 millions de dirhams par commune cible sur la durée du programme, avec possibilité pour le comité provincial d'ajuster ces enveloppes moyennes entre les communes cibles selon les besoins identifiés localement.
Simulation budgétaire pour la période 2006-2010
La simulation a tenu compte du cadrage budgétaire, et du ciblage proposé pour les programmes rural et urbain.
Le différentiel par rapport à la totalité de l'enveloppe (10 milliards Dh) constitue une réserve qui permettra de financer les ajustements nécessaires pour les cinq années à venir.
Pour l'année 2006, 50 % de l’enveloppe globale de chaque province ou préfecture pourrait être déléguée en crédits de paiement et d’engagement.

## Financement de l'INDH

### Somme prévue d'être déboursée par l’État
- En 2006 : 1 000 MDHS
- En 2007 : 1 100 MDHS
- En 2008 : 1 200 MDHS
- En 2009 : 1 300 MDHS
- En 2010 : 1 400 MDHS
- Total : 6 000 MDHS

### Somme prévue d'être déboursée par les Collectivités
- En 2006 : 300 MDHS
- En 2007 : 350 MDHS
- En 2008 : 400 MDHS
- En 2009 : 450 MDHS
- En 2010 : 500 MDHS
- Total : 2 000 MDHS

### Somme prévue d'être déboursée par la Coopération Internationale
- En 2006 : 200 MDHS
- En 2007 : 300 MDHS
- En 2008 : 400 MDHS
- En 2009 : 500 MDHS
- En 2010 : 600 MDHS
- Total : 2 000 MDHS

Somme Totale Somme prévue d'être déboursée : 10 000 000 000 DHS